# جان لوسيان سافي دي توفي
جان لوسيان سافي دي توفي وهو الرئيس الحالي لجمهورية توغو، ويشغل منصب منذ 3 أيار 2025.

## حياته
جان لوسيان كواسي لانيو سافي دي توفي (مواليد 7 مايو 1939) هو سياسي وموظف مدني توغولي يشغل منصب الرئيس الخامس لتوغو منذ بداية عام 2025. وهو عضو في حزب التقارب الوطني الأفريقي (CPP)، وكان سابقًا وزيرًا للتجارة والصناعة والحرف اليدوية في حكومتي إديم كودجو وياووفي أغبوييبو من عام 2005 إلى عام 2007.
زعيم المعارضة السابق، سُجن عدة مرات خلال رئاسة غناسينغبي إياديما قبل انضمامه إلى الحكومة. بعد تأسيس حزب التقارب الوطني الأفريقي (CPP) عام ١٩٩٩، عُيّن نائبًا للرئيس. في الانتخابات البرلمانية عام ٢٠٠٧، ترشح للجمعية الوطنية، لكنه خسر. في ديسمبر من ذلك العام، أُقيل من الحكومة، وهو اليوم نفسه الذي استقال فيه لاحقًا من منصب نائب رئيس حزب التقارب الوطني الأفريقي.
في مايو 2025، انتُخب سافي دي توفي رئيسًا بالإجماع من قبل البرلمان بعد إصلاح دستوري عام 2024 غيّر طريقة انتخاب الرئيس من التصويت الشعبي المباشر إلى انتخابه بشكل غير مباشر من قبل الجمعية الوطنية. تولى سافي دي توفي منصبه خلفًا لفور غناسينغبي، نجل إياديما، ليصبح أول من يتولى المنصب الشرفي الآن حيث تم نقل معظم صلاحيات الرئاسة التي كانت موجودة من قبل إلى منصب جديد يسمى رئيس مجلس الوزراء بسبب الإصلاح. تولى غناسينغبي المنصب لاحقًا، واحتفظ بمعظم السلطة التنفيذية. يبلغ عمر سافي دي توفي ما يقرب من 86 عامًا عند توليه منصبه، وهو أكبر شخص سنًا يصبح رئيسًا.

## الحياة المبكرة والتعليم
وُلِد سافي دي توفي في لومي لعائلة إيوي.[1][2][3] وتخرج في القانون من جامعة بوردو.[4]

## المسيرة السياسية
بعد انقلاب عام 1967، عُيّن سافي دي توفيه، وهو في الثامنة والعشرين من عمره فقط، أمينًا عامًا لوزارة الخارجية في 6 فبراير 1967.[5] وفي عام 1969، أسس الرئيس غناسينغبي إياديما حزب تجمع الشعب التوغولي (RPT) وانضم سافي دي توفيه إلى الحزب لأنه كان الحزب القانوني الوحيد في البلاد نظرًا لكون توغو دولة ذات حزب واحد في ذلك الوقت.
استُبدل سافي دي توفيه لاحقًا كأمين عام لوزارة الخارجية في عام 1974 بكوانفي تيغوي (مؤقتًا)،[6] وبشكل دائم في عام 1975 بكودجو دي ميدوروس.[7] اتُهم بالتخطيط لانقلاب إلى جانب شخصيات سياسية أخرى، بما في ذلك جيلكريست أولمبيو، وصدرت مذكرة توقيف بحقه في 12 يوليو 1979، وسُجن سافي دي توفيه.[8] أُدين في أغسطس 1979 مع أربعة آخرين وحُكم عليه بالسجن لمدة عشر سنوات.[9]
في عام ١٩٨٦، غادر سافي دي توفي حزب التجمع من أجل العمال وأصبح مستقلاً وشارك في احتجاجات ١٩٩٠-١٩٩١ ضد الرئيس إياديما مطالباً بالتعدديةالحزبية. بعد تقنين التعددية الحزبية في عام ١٩٩١، أسس سافي دي توفي حزب الديمقراطيين من أجل الوحدة (PDU).[١٠][١١] لعب دوراً رئيسياً في المؤتمر الوطني الذي عُقد في يوليو/تموز وأغسطس/آب بين المعارضة والحكومة والذي أسس لاحقاً حكومة انتقالية.
في مارس/آذار ١٩٩٣، اقترح ائتلاف المعارضة سافي دي توفي رئيساً للوزراء خلال اجتماع في كوتونو، بنين، منتقداً تعاون رئيس الوزراء جوزيف كوكو كوفيجو مع الرئيس إياديما.[١٢][١٣][١٤] إلا أن الحكومة الرسمية رفضت هذا الترشيح.[١٥][١٦] في عام 1994، غادر سافي دي توفي حزب الاتحاد الديمقراطي التقدمي وترشح كمستقل في الانتخابات البرلمانية ولكنه لم يُنتخب، وبالتالي عاد إلى الحزب.[17] في عام 1999، اندمج حزب الاتحاد الديمقراطي التقدمي مع أحزاب أخرى بما في ذلك حزب الاتحاد الديمقراطي التقدمي وحزب الاتحاد الديمقراطي التقدمي لتشكيل التقارب الوطني لعموم أفريقيا (CPP)، بقيادة إديم كودجو.[18] عُيّن سافي دي توفي نائبًا أول لرئيس حزب التقارب الوطني لعموم أفريقيا.[19][20]
في يونيو 2005، عُيّن سافي دي توفي وزيرًا للتجارة والصناعة والحرف اليدوية.[21] وظل في نفس المنصب في حكومة ياووفي أغبوييبو.[22] وقّع سافي دي توفي الاتفاقية السياسية الناتجة عن الحوار بين الأطراف التوغولية عام 2006 نيابة عن حزب التقارب الوطني لعموم أفريقيا.[23] خلال الانتخابات البرلمانية عام 2007، ترأس قائمة حزب الشعب الكمبودي في محافظة زيو، لكن الحزب فشل في الفوز بأي مقاعد.[24] تم فصله من الحكومة في ديسمبر 2007. في 27 مايو 2009، تم تعيين سافي دي توفي رئيسًا للإطار الدائم للحوار والتشاور (CPDC).[25]

## الرئاسة (2025–حتى الآن)
في مايو 2024، اعتمدت توغو رسميًا دستورًا جديدًا، حوّل البلاد من نظام رئاسي إلى نظام برلماني، وذلك بإلغاء معظم الصلاحيات الرئاسية ونقلها إلى رئيس الوزراء، وتغيير اسم هذا المنصب إلى رئيس مجلس الوزراء. وهكذا، أصبح منصب الرئيس شرفيًا، ولم يعد يُنتخب مباشرةً من قِبل الشعب التوغولي، بل يُنتخب بشكل غير مباشر من قِبل الجمعية الوطنية. كما خُفِّضت مدة الولاية الرئاسية من خمس سنوات إلى أربع سنوات، قابلة للتجديد مرة واحدة.[26][27]
دخلت هذه التغييرات حيز التنفيذ في مايو 2025، حيث انتُخب سافي دي توفي رئيسًا بالإجماع من قِبل الجمعية الوطنية.[28] وأدى اليمين الدستورية على الفور، ليصبح أول رئيس للجمهورية الخامسة، خلفًا لفور غناسينغبي الذي تولى منصب رئيس مجلس الوزراء، محتفظًا بمعظم الصلاحيات التنفيذية للبلاد.[29] تولى سافي دي توفي منصبه قبل أربعة أيام فقط من عيد ميلاده السادس والثمانين، وهو أكبر رئيس سنًا في تاريخ توغو على الإطلاق.[30]

## التكريم
- وسام مونو – 26 December 2006